# 迪克·斯科比
弗朗西斯·理查德·“迪克”·斯科比（英語：Francis Richard "Dick" Scobee，1939年5月19日—1986年1月28日）出生于美国华盛顿州克利埃勒姆，前美國空軍中校及太空人，他在挑戰者號太空梭STS-51-L任务中任航天飞机机长，在起飞时因推进器爆炸而丧生。
斯科比在奥本读小学至高中，1957年毕业，此后加入美国空军，他在德克萨斯州凯利空军基地任往复式发动机机务师。在执勤时间之外他参加高校学习，1965年获得亚利桑那大学宇航工程科学学士学位。同年他被提升为军官。此后他参加飞行学校，于1966年获得飞行执照，在越南战争中当战斗机飞行员。他获得优异飞行十字勋章、飞行奖章和其它勋章。
此后他加入加利福尼亚州洛杉矶附近爱德华兹空军基地的航空研究飞行学校。1972年他从该校毕业后他成为空军试飞员，他试飞了十多种机型，飞行时间达数千小时，其中包括波音747、X-24试验机升力体、F-111和C-5運輸機。他退伍时的军衔为中校。
1978年1月他被获选进入美国国家航空航天局宇航员培训，1979年8月培训结束。在等待他首次轨道飞行期间他出任航天飞机载运机的教练飞行员。1984年4月他成为挑战者号STS-41-C任务的飞行员，这次任务成功地发射了一颗人造卫星，修理了另一颗人造卫星。
在挑战者号的STS-51-L任务中斯科比被提升为机长。这次飞行的任务包括发射一枚观察正在接近的哈雷彗星的人造卫星以及开始太空教师计划。由于天气恶劣和技术问题起飞一再被推迟。当航天飞机最终起飞后由于一枚密封环的缺陷导致飞机在起飞73秒后爆炸，包括斯科比在内的全部机组人员丧生。许多人通过电视实况转播直接看到了这次悲剧，此后美国进行数日国家哀悼，美国国家航空航天局内部进行巨大重组。
斯科比被葬在阿灵顿国家公墓，他有一个妻子和两个孩子。业余斯科比喜欢各种户外活动以及飞行、油画、木刻、骑摩托车和跑步。2004年斯科比被追授国会荣誉航天奖章和被纳入宇航员名人堂。
挑战者号失事后斯科比读过小学的北奥本小学改名为迪克·斯科比小学，奥本机场也改名来纪念他。小行星3350以他的名字作為紀念。
南卡罗来纳州默特尔比奇有一条以斯科比命名的街道，其附近还有以罗纳德·麦克内尔和克里斯塔·麦考利芙命名的街道。
在1990年的电视剧《挑战者号》中巴里·博斯特威克饰迪克·斯科比。